# Käsivarren erämaa-alue
Das Käsivarsi-Wildnisgebiet, originalsprachlich finnisch Käsivarren erämaa-alue und nordsamisch Giehtaruohttasa meahcceguovlu ist das zweitgrößte Wildnisgebiet (finnisch erämaa-alue) in Finnland. Dabei handelt es sich um Landschaften, die auf Grundlage des Wildnisgesetzes (Erämaalaki, 17. Januar 1991/62) unter Schutz stehen.

## Name und Hintergrund
Käsivarsi, das finnische Wort für Arm, bezieht sich auf die Lage des Parks in dem Nordwestzipfel des Landes, welcher als erhobener Arm der Jungfrau Finnland auf der Landkarte gedacht wird. Auf Schwedisch wird das Gebiet als „Lappischer Arm“ (Lapska armen) bezeichnet.
Zusammen mit elf weiteren Schutzgebieten wurde es 1991 in Lappland eingerichtet. Es umfasst ein Gebiet von 2206 km². In Bezug auf die Besucherzahlen ist es das beliebteste Wildnisgebiet in Finnland. Es wird von der staatlichen Forstverwaltung Metsähallitus verwaltet.

## Geographie
Das Gebiet liegt im Nordwestzipfel Finnisch-Lapplands, zwischen Schweden und Norwegen, nordwestlich von Hetta. Es grenzt unmittelbar an den Reisa-Nationalpark in Norwegen.
Alle finnischen Fjells (finnisch tunturi) mit Höhen über 1000 m, außer dem nahegelegenen Saana, liegen in diesem Wildnisgebiet. Finnlands höchster Gipfel, der Haltitunturi (Halti, 1324 m) befindet sich im äußersten Norden des Gebiets an der Grenze zu Norwegen. Daneben prägen zahlreiche Seen und Sümpfe das Gebiet.
Die 55 km lange Wanderroute Kilpisjärvi-Halti  verläuft durch das Gebiet, größtenteils im Verlauf des insgesamt 800 km langen Nordkalotten-Weges (finnisch Kalottireitti).
Das Besucherzentrum Kilpisjärvi (Kilpisjärven luontokeskus) bietet Informationen über Land und Wanderrouten.